# Leandro Gallerano
Leandro Gallerano (* um 1580 in oder bei Brescia; † 1632 in Padua) war ein italienischer Organist, Kapellmeister und Komponist.

## Leben und Werk
Gallerano war Mitglied der Minoriten und trat um 1595 als Novize in die Ordensgemeinschaft ein. An San Francesco in Bergamo war er seit 1615 Organist. Ab 1620 wirkte Gallerano in seiner Heimatstadt als Organist an San Francesco, vier Jahre später übernahm er das Amt des Kapellmeisters an der Basilika des Heiligen Antonius in Padua und wurde 1627 für weitere drei Jahre wiedergewählt. Als 1629 in Padua die Cholera ausbrach, wurden die Musiker entlassen und die Kapelle geschlossen. Von Gallerano verliert sich jede Spur. Im Jahre 1632 wurde er möglicherweise ein Opfer der Pest. Unter seinem Nachfolger wurde die Kapelle am 14. Februar 1632 neu gegründet.
Gallerano war ein Komponist, dessen Werke sich zumindest teilweise von der zeitgenössischen Kirchenmusik abheben. Sie sind komplex, vielfach mehrchörig, im instrumental-vokalen, konzertierenden Stil gestaltet. Er schuf ausschließlich Werke für den kirchlichen Gebrauch. Überliefert sind mehrere Bücher mit Motetten, Messen und anderen Vokalkompositionen, teilweise mit Orgelbegleitung.

## Werke
- In Domino confido, a 2-4 voci. op. 1. In: G. Aloisi (Hrsg.): Celestis Parnasus… Venedig 1644.
- Il Primo Libro delle Messe, Mottetti e Letanie a 5 voci con basso continuo. op. 2. Amadino, Venedig 1615.
- Il Secondo Libro delle Messe a 4 e 5 voci. op. 3. Vincenti, Venedig 1620.
- Salmi intieri a 5 voci. op. 4. Vincenti, Venedig 1622.
- Salmi intieri a 4 voci. op. 5. Magni, Venedig 1624.
- Ecclesiastica armonia de concerti a 1.2.3.4.5 voci, libro Primo. op. 6. Magni, Venedig 1624.
- Rose Musicali de Concerti e Canzoni a 1.2.3 con il basso continuo, Libro Secondo. op. 9. Gardano, Venedig 1625.
- Messa e Salmi a 8 voci. op. 10. Gardano, Venedig 1625.
- Missae quae ut Harmonicis reddantur numeris a 6 voci. op. 13. Vincenti, Venedig 1628.
- Missarum et Psalmorum verba musicis exprimenda notis a 5 voci. op. 14, Venezia, Vincenti, 1628.
- Curioso misto di vaghezze musicali. op. 15. Venedig 1629.
- Messa et Salmi concertati a 3, 5 e 8 voci. op. 16. Venedig 1629 (2. Auflage 1641).
- Gaudeamus omnes, per voce sola. In: L. Simonetti (Hrsg.): Ghirlanda sacra… Venedig 1636.
- Venite exultemus Deo, a 2 voci e basso continuo; Ad Dominum cum tribularer, a 2 voci e basso continuo. In: W. Seyffert (Hrsg.): Musiche di eccellenti autori italiani e tedeschi. Dresden 1643.